# Akmon (Sohn des Klytios)
Akmon (altgriechisch Ἄκμων) ist in der römischen Mythologie der Sohn des Klytios und ein Gefährte des Aeneas aus Lyrnessos in Phrygien. Nach dem Trojanischen Krieg folgte seine Familie Aeneas ins Exil nach Italien. Die einschlägigen Verse Vergils (Aeneis 10.127-129) lauten:
Einen gewaltigen Stein, ein ziemliches Stück vom Gebirge,
Trägt mit des Leibes gesammelter Kraft der Lyrnesier Akmon,
Groß wie Klytios, der ihn erzeugt, und sein Bruder Menestheus.